# Ciliofore
Ciliatele/Cilioforele reprezintă un grup de protiste asemănătoare animalelor. Există aproximativ 8.000 specii de ciliofore. Acestea sunt caracterizate de prezența unor organite, numite cili, care participă la locomoție si la obținerea hranei. Pot atinge dimensiuni foarte mari comparativ cu alte protozoare: până la 2 mm. Hrănirea este exclusiv heterotrofă, trăiesc libere în mediul acvatic (majoritatea trăiesc în ape dulci, dar pot fi întâlnite și specii de apă sărată), precum și în soluri umede.

## Ultrastructura si reproducerea
Acestea sunt polinucleare: conțin un micronucleu diploid, responsabil cu reproducerea sexuată, precum și un macronucleu poliploid, responsabil cu regularea activităților celulare. Reproducerea poate fi asexuată (prin fisiune) sau sexuată. 

## Exemple
Exemple de ciliofore: Didinium, Paramecium, Stentor, Suctoria, precum și Vorticella.